# Australian Open 1991
Die Australian Open 1991 fanden vom 14. bis 27. Januar 1991 in Melbourne statt. Es handelte sich um die 79. Auflage des Grand-Slam-Turniers in Australien.
Titelverteidiger im Einzel waren Ivan Lendl bei den Herren sowie Steffi Graf bei den Damen. Im Herrendoppel waren dies Pieter Aldrich und Danie Visser, im Damendoppel Jana Novotná und Helena Suková und im Mixed Natallja Swerawa und Jim Pugh.

## Herreneinzel

### Setzliste
| Nr. | Spieler                | Erreichte Runde |
| --- | ---------------------- | --------------- |
| 01. | Stefan Edberg          | Halbfinale      |
| 02. | Boris Becker           | Sieg            |
| 03. | Ivan Lendl             | Finale          |
| 04. | Pete Sampras           | Rückzug         |
| 05. | Goran Ivanišević       | 3. Runde        |
| 06. | Emilio Sánchez Vicario | 1. Runde        |
| 07. | Brad Gilbert           | 3. Runde        |
| 08. | Jonas Svensson         | 3. Runde        |

| Nr. | Spieler             | Erreichte Runde |
| --- | ------------------- | --------------- |
| 09. | Andrei Tschesnokow  | 1. Runde        |
| 10. | Guy Forget          | Viertelfinale   |
| 11. | Jakob Hlasek        | 1. Runde        |
| 12. | Jay Berger          | 3. Runde        |
| 13. | Aaron Krickstein    | Achtelfinale    |
| 14. | Andrei Tscherkassow | 2. Runde        |
| 15. | Marc Rosset         | 1. Runde        |
| 16. | Jim Courier         | Achtelfinale    |

## Dameneinzel

### Setzliste
| Nr. | Spielerin                 | Erreichte Runde |
| --- | ------------------------- | --------------- |
| 01. | Steffi Graf               | Viertelfinale   |
| 02. | Monica Seles              | Sieg            |
| 03. | Mary Joe Fernández        | Halbfinale      |
| 04. | Gabriela Sabatini         | Viertelfinale   |
| 05. | Katerina Maleewa          | Viertelfinale   |
| 06. | Arantxa Sánchez Vicario   | Halbfinale      |
| 07. | Manuela Maleeva-Fragnière | 2. Runde        |
| 08. | Zina Garrison             | Achtelfinale    |

| Nr. | Spielerin                 | Erreichte Runde |
| --- | ------------------------- | --------------- |
| 09. | Helena Suková             | 3. Runde        |
| 10. | Jana Novotná              | Finale          |
| 11. | Natallja Swerawa          | Achtelfinale    |
| 12. | Barbara Paulus            | 2. Runde        |
| 13. | Amy Frazier               | Achtelfinale    |
| 14. | Rosalyn Fairbank-Nideffer | 3. Runde        |
| 15. | Laura Gildemeister        | 2. Runde        |
| 16. | Sabine Appelmans          | Achtelfinale    |

## Herrendoppel

### Setzliste
| Nr. | Paarung                             | Erreichte Runde |
| --- | ----------------------------------- | --------------- |
| 01. | Pieter Aldrich Danie Visser         | 1. Runde        |
| 02. | Rick Leach Jim Pugh                 | Achtelfinale    |
| 03. | Scott Davis David Pate              | Sieg            |
| 04. | Guy Forget Jakob Hlasek             | 1. Runde        |
| 05. | Grant Connell Glenn Michibata       | Achtelfinale    |
| 06. | Sergio Casal Emilio Sánchez Vicario | 1. Runde        |
| 07. | Darren Cahill Mark Kratzmann        | Achtelfinale    |
| 08. | Neil Broad Gary Muller              | Achtelfinale    |

| Nr. | Paarung                        | Erreichte Runde |
| --- | ------------------------------ | --------------- |
| 09. | Patrick Galbraith Todd Witsken | 2. Runde        |
| 10. | Goran Ivanišević Petr Korda    | 1. Runde        |
| 11. | Udo Riglewski Michael Stich    | Viertelfinale   |
| 12. | Broderick Dyke Peter Lundgren  | 2. Runde        |
| 13. | Patrick McEnroe David Wheaton  | Finale          |
| 14. | Omar Camporese Javier Sánchez  | 1. Runde        |
| 15. | Wally Masur Jason Stoltenberg  | Viertelfinale   |
| 16. | Jeremy Bates Kelly Jones       | Halbfinale      |

## Damendoppel

### Setzliste
| Nr. | Paarung                               | Erreichte Runde |
| --- | ------------------------------------- | --------------- |
| 01. | Gigi Fernández Jana Novotná           | Finale          |
| 02. | Arantxa Sánchez-Vicario Helena Suková | Achtelfinale    |
| 03. | Laryssa Sawtschenko Natallja Swerawa  | Viertelfinale   |
| 04. | Patty Fendick Mary Joe Fernández      | Sieg            |
| 05. | Kathy Jordan Elizabeth Smylie         | Viertelfinale   |
| 06. | Gretchen Magers Robin White           | 2. Runde        |
| 07. | Manon Bollegraf Lise Gregory          | Viertelfinale   |
| 08. | Mercedes Paz Gabriela Sabatini        | Achtelfinale    |

| Nr. | Paarung                                | Erreichte Runde |
| --- | -------------------------------------- | --------------- |
| 09. | Nicole Provis Elna Reinach             | 1. Runde        |
| 10. | Monica Seles Anne Smith                | Halbfinale      |
| 11. | Elise Burgin Rosalyn Fairbank-Nideffer | Achtelfinale    |
| 12. | Olena Brjuchowez Natalija Medwedjewa   | 1. Runde        |
| 13. | Claudia Kohde-Kilsch Brenda Schultz    | 1. Runde        |
| 14. | Jo-Anne Faull Michelle Jaggard         | Achtelfinale    |
| 15. | Jo Durie Louise Field                  | 1. Runde        |
| 16. | Katerina Maleewa Magdalena Maleewa     | 1. Runde        |

## Mixed

### Setzliste
| Nr. | Paarung                         | Erreichte Runde |
| --- | ------------------------------- | --------------- |
| 01. | Jim Pugh Natallja Swerawa       | Viertelfinale   |
| 02. | Rick Leach Zina Garrison        | 1. Runde        |
| 03. | Scott Davis Robin White         | Finale          |
| 04. | Patrick Galbraith Patty Fendick | Achtelfinale    |

| Nr. | Paarung                           | Erreichte Runde |
| --- | --------------------------------- | --------------- |
| 05. | Neil Broad Elna Reinach           | 1. Runde        |
| 06. | Glenn Michibata Jill Hetherington | Achtelfinale    |
| 07. | Kelly Jones Natalija Medwedjewa   | 1. Runde        |
| 08. | Todd Woodbridge Nicole Provis     | Achtelfinale    |

## Junioreneinzel

### Setzliste
| Nr. | Spieler         | Erreichte Runde |
| --- | --------------- | --------------- |
| 01. | Thomas Enqvist  | Sieg            |
| 02. | Joshua Eagle    | Achtelfinale    |
| 03. | Grant Doyle     | Viertelfinale   |
| 04. | Stephen Gleeson | Finale          |
| 05. | James Holmes    | Halbfinale      |
| 06. | Paul Kilderry   | Viertelfinale   |
| 07. | Reinhard Wawra  | Achtelfinale    |
| 08. | Mose Navarra    | 1. Runde        |

| Nr. | Spieler             | Erreichte Runde |
| --- | ------------------- | --------------- |
| 09. | Yoon Yong-il        | 2. Runde        |
| 10. | Nicolas Kischkewitz | Viertelfinale   |
| 11. | Paul C Robinson     | Achtelfinale    |
| 12. | Corrado Borroni     | 1. Runde        |
| 13. | Bradley Sceney      | Achtelfinale    |
| 14. | Pascal Lasserre     | 2. Runde        |
| 15. | Lin Bing-chao       | Achtelfinale    |
| 16. | Leigh Holland       | 1. Runde        |

## Juniorendoppel

### Setzliste
| Nr. | Paarung                           | Erreichte Runde |
| --- | --------------------------------- | --------------- |
| 01. | Grant Doyle Joshua Eagle          | Sieg            |
| 02. | James Holmes Paul Kilderry        | Finale          |
| 03. | Stephen Gleeson Brad Morphett     | Halbfinale      |
| 04. | Andrew Richardson Paul C Robinson | Halbfinale      |

| Nr. | Paarung                        | Erreichte Runde |
| --- | ------------------------------ | --------------- |
| 05. | Lin Bing-chao Yoon Yong-il     | 1. Runde        |
| 06. | Leigh Holland Bradley Sceney   | Viertelfinale   |
| 07. | Steven Baldas Anthony Goodes   | Achtelfinale    |
| 08. | Massimo Bertolini Mosé Navarra | Viertelfinale   |

## Juniorinneneinzel

### Setzliste
| Nr. | Spielerin         | Erreichte Runde |
| --- | ----------------- | --------------- |
| 01. | Karina Habšudová  | Halbfinale      |
| 02. | Barbara Rittner   | Halbfinale      |
| 03. | Kristin Godridge  | Finale          |
| 04. | Nicole Pratt      | Sieg            |
| 05. | Kirrily Sharpe    | Viertelfinale   |
| 06. | Angie Woolcock    | Achtelfinale    |
| 07. | Catherine Barclay | Achtelfinale    |
| 08. | Joanne Limmer     | Achtelfinale    |

| Nr. | Spielerin        | Erreichte Runde |
| --- | ---------------- | --------------- |
| 09. | Maja Zivec-Skulj | Viertelfinale   |
| 10. | Nadin Ercegović  | Viertelfinale   |
| 11. | Tina Križan      | 1. Runde        |
| 12. | Ai Sugiyama      | Viertelfinale   |
| 13. | Park Sung-hee    | Achtelfinale    |
| 14. | Jennifer Saret   | Achtelfinale    |
| 15. | Wendy Huynh-Nhu  | Achtelfinale    |
| 16. | Stephanie Martin | Achtelfinale    |

## Juniorinnendoppel

### Setzliste
| Nr. | Paarung                          | Erreichte Runde |
| --- | -------------------------------- | --------------- |
| 01. | Karina Habšudová Barbara Rittner | Sieg            |
| 02. | Joanne Limmer Angie Woolcock     | Finale          |
| 03. | Maija Avotins Catherine Barclay  | Halbfinale      |
| 04. | Nadin Ercegović Tina Križan      | Halbfinale      |

| Nr. | Paarung                             | Erreichte Runde |
| --- | ----------------------------------- | --------------- |
| 05. | Park Sung-hee Jennifer Saret        | Viertelfinale   |
| 06. | Sharon Fennell Stephanie Martin     | Viertelfinale   |
| 07. | Ai Sugiyama Yuka Yoshida            | 1. Runde        |
| 08. | Jacqueline Gunthorp Wendy Huynh-Nhu | Viertelfinale   |